# Frank Bonath
Frank Bonath (* 24. März 1972 in Villingen-Schwenningen) ist ein deutscher Politiker (FDP). Seit 2021 ist er Abgeordneter im Landtag von Baden-Württemberg.

## Leben
Bonath wuchs in Unterkirnach auf und besuchte dort von 1978 bis 1987 die Grund- und Hauptschule. Von 1987 bis 1992 besuchte er die Wirtschaftsschule und das Wirtschaftsgymnasium. Von 1992 bis 1993 absolvierte er seinen Zivildienst beim Deutschen Roten Kreuz. Anschließend studierte er von 1993 bis 1998 Volkswirtschaftslehre. Daraufhin war er von 1998 bis 2000 als Produktmanager im E-Commerce tätig. Von 2000 bis 2012 arbeitete er als geschäftsführender Gesellschafter internationaler mittelständischer IT-Firmen. Von 2012 bis 2013 absolvierte er ein Aufbaustudium zum Restrukturierungs- und Sanierungsberater und arbeitet seither als geschäftsführender Gesellschafter eines Beratungsunternehmens mit dem Schwerpunkt Unternehmenssanierung.
Bonath ist erster Vorsitzender des Vereins Bernhardshütte, Aufsichtsrat des Schwarzwald-Baar Klinikums Villingen-Schwenningen und Stiftungsrat des Spitalfonds Villingen.

## Politik
Von 1999 bis 2002 war Bonath Gemeinderat in Unterkirnach. im Jahr 2008 trat er in die FDP ein. Seit 2014 ist er Vorsitzender der FDP-Fraktion im Gemeinderat von Villingen-Schwenningen. Außerdem ist er Mitglied des Vorstandes des FDP-Stadtverbandes Villingen-Schwenningen und stellvertretender Vorsitzender der FDP im Schwarzwald-Baar-Kreis.
Bei der Landtagswahl in Baden-Württemberg 2021 wurde Bonath über ein Zweitmandat im Wahlkreis Villingen-Schwenningen in den Landtag gewählt.

## Privates
Bonath ist verheiratet, hat drei Kinder und wohnt in Villingen-Schwenningen.